# Mura-Sprachen

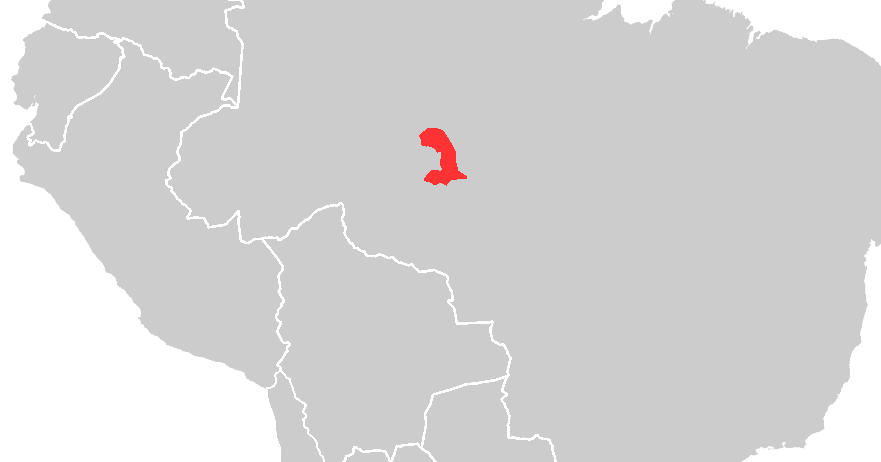
Geografische Lokalisation der Sprachen

Die Mura-Sprachen (Eigenbezeichnung Buhuraen) waren eine kleine indigene südamerikanische Sprachfamilie mit ursprünglich vier Sprachen im Amazonasgebiet Brasiliens:

## Einteilung
Die Mura-Sprachen waren Tonsprachen mit kleinem Phoneminventar und der Grundwortstellung Subjekt-Objekt-Verb (SOV).
- Mura † – ursprünglich an den Flüssen Manicoré, Mataurá, Paraná Marmor, Tefé, am Saracó-See und in anderen Teilen des Bundesstaates Amazonas gesprochen.
- Bohurá oder Buxwaray † – am Fluss Autaz gesprochen.
- Pirahã [myp] (ISO 639-3-Code) – gesprochen auf den Flüssen Maiçí und Branco.
- Yaháhi † – wurde am Fluss Branco gesprochen, die letzten Überlebenden der Yahahi sollen sich am Ende des 19. Jahrhunderts den Pirahã angeschlossen haben.

Das sprachlich isolierte Volk der Murá lebte am unteren Madeira und Purus. Sie wurden erst zum Ende des 18. und Anfang des 19. Jahrhunderts durch die Portugiesen unterworfen. Wurde ihre Zahl 1820 noch auf 30000 Stammesangehörige geschätzt, so verringerte sich ihre Zahl drastisch. Nur noch eine sehr kleine Gruppe ihrer Nachfahren bewahrt die indianische Tradition und spricht noch (Stand 2006) die Sprache Pirahã.